# Mekka
Mekka (Arabisch: مكة of مكة المكرّمة , Makka al-Mukarrama) (1.294.168 inwoners (2004)) is de hoofdstad van de provincie Mekka in Saoedi-Arabië in de historische regio Hidjaz. Het ligt 73 kilometer van Jeddah, in de zanderige Abrahamvallei op 277 meter boven zeeniveau en 80 km van de Rode Zee.
De stad is de belangrijkste stad binnen de islam, en de hadj, de pelgrimage naar Mekka, is verplicht voor iedere moslim die het zich financieel en qua gezondheid kan veroorloven. Voor een moslim is de al-Masjid al-Haram, de moskee met de Ka'aba, de belangrijkste plaats op aarde. Zowel de moskee als de gehele stad is streng verboden voor niet-moslims.  
Overal ter wereld bidden moslims in de richting van Mekka. Deze richting noemen ze kibla. In moskeeën geeft een speciale gebedsnis, de mihrab, de kibla aan.

## Geschiedenis van Mekka

### Voor Mohammed
De Alexandrijnse wetenschapper Ptolemaeus (87-150) noemt in zijn werk Geographia de plaats Makuraba; moslimhistorici menen dat hij daarmee Mekka bedoelde.
Voor het ontstaan van de islam zou Mekka reeds een belangrijke handelsstad zijn geweest. Volgens Arabische historische bronnen was er bijvoorbeeld handel met de toenmalige Byzantijnse, Perzische en andere rijken, maar in de talen van die landen wordt nooit over Mekka gesproken. Voor een handelsstad was de ligging trouwens geografisch gezien minder gunstig dan die van de nabijgelegen stad Taif.
Al voor de komst van de islam was de Ka'aba (betekent: kubus) een belangrijk heidens heiligdom, zoals er zovele waren in Arabië. De Ka'aba verschilde van de andere heiligdommen in Arabië, doordat het pretendeerde een universeel heiligdom te zijn. Naar verluidt verbleef elke van de circa 360 goden van het voor-islamitische Arabië in dit heiligdom. Dit heiligdom trok pelgrims aan. De stam de Koeraisj controleerde in de zesde eeuw de Ka'aba en daarmee ook de pelgrims en hun handel.
De Abessijnen, christenen die oorspronkelijk uit Ethiopië kwamen, hadden in de loop van de zesde eeuw een kerk gebouwd in Sanaa, nu de hoofdstad van Jemen. Zij vielen in het Jaar van de Olifant, vermoedelijk 570 of 571, met olifanten Mekka aan.

### Mohammed
In datzelfde jaar werd volgens de overlevering Mohammed geboren in Mekka. Zijn precieze geboortedatum is onbekend en hij wist deze zelf waarschijnlijk ook niet, omdat dat toentertijd nu eenmaal niet gebruikelijk was.
In zijn veertigste levensjaar ontving hij de eerste Openbaring in de grot van Hira, zo'n 3 kilometer buiten de stad Mekka. Vele Openbaringen volgden nog en deze zijn later vastgelegd in de Koran. De Mekkanen moesten niets hebben van Mohammed. In 622 besloot hij dan ook naar Jathrib (het latere Medina) te trekken. Deze zogenoemde hidjra vormde later het begin van de islamitische jaartelling. Acht jaar later keerde Mohammed naar Mekka terug, waarna hij twee jaar later in 632 te Medina stierf.

### Na Mohammed

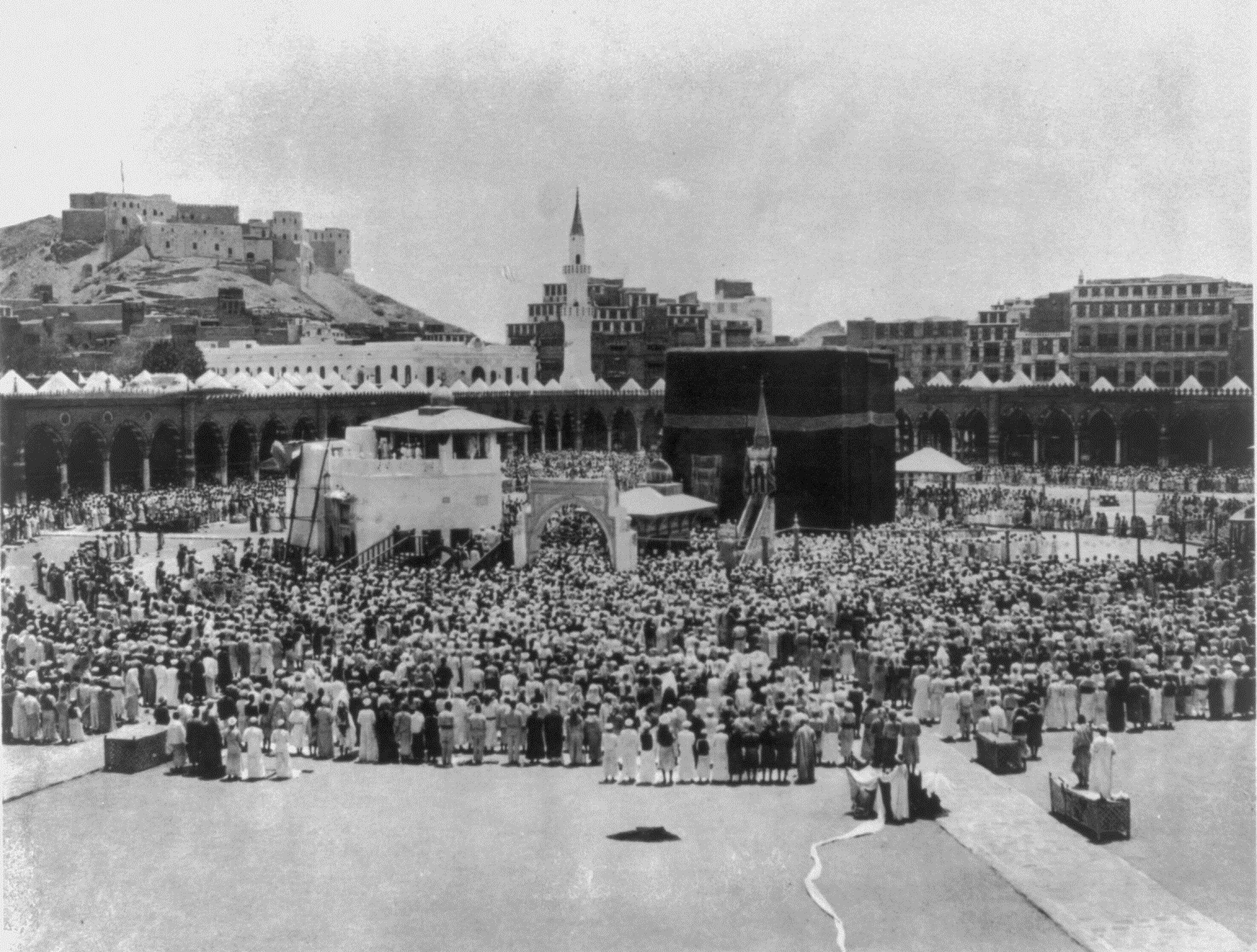
Foto van de Kaaba en omgeving in 1889, voor de grootschalige vernietiging van de stad. Door Abd al-Ghaffār, al-Sayyid.

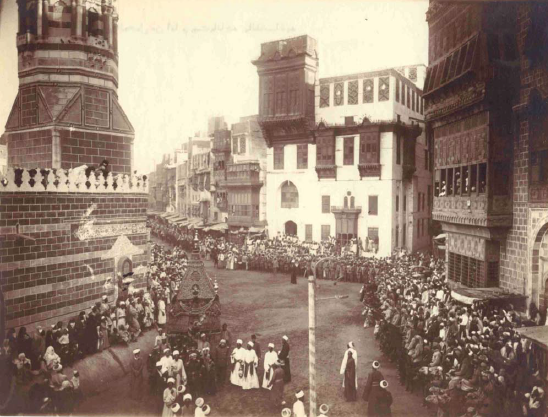
Historische woningen naast de grote moskee in de stijl gangbaar voor de regio Hejaz. De meeste van deze gebouwen zijn gesloopt. Dergelijke architectuur treft men tegenwoordig voornamelijk nog in de Saudische stad Jeddah.

Na Mohammeds dood regeerden de vier rechtgeleide kaliefen nog vanuit Mekka, maar daarna verplaatste het centrum van de macht zich naar Medina, Damascus en later Bagdad. Hoewel Mekka de belangrijkste stad bleef, bleef haar economische positie beperkt. Onder Osmaans bestuur werden verschillende gebouwen toegevoegd aan de stad, zoals  moskeeën en tombes. Ook renoveerden de Osmaanse Turken meermaals de Ka'aba en pre-Ottomaanse gebouwen in de stad. In 1806 was de stad al eens veroverd geweest door de eerste 'Saudische Staat', waarbij veel historische religieuze gebouwen als moskeeën, tombes en graven vernietigd werden. Tussen 1848 en 1860 herbouwden en herstelden de Ottomaanse Turken echter veel van deze bouwwerken. Tot in de 20e eeuw was Mekka een grotendeels 'Osmaanse' stad; haar gebouwen en pleinen waren allen door hen aangelegd, maar waren (in de Osmaanse traditie) door lokale architectonische en sociale aspecten beïnvloed. Dit veranderde in de volgende decennia drastisch.
Tot 1924 regeerden de Sjarifen van Mekka over Mekka en de Hidjaz. De sjarif was een lijnrechte afstammeling van Mohammed. De laatste sjarif die over het gebied regeerde was Hoessein bin Ali. Na de periode van de Sjarifen werd het land een onderdeel van Saoedi-Arabië.

## Modern Mekka
De officiële staatsgodsdienst, het Wahabisme, dat sinds de overname van de stad van de Ottomanen ook in Mekka werd geïmplementeerd, is zeer fel gekant tegen elke vorm van verering van aardse zaken. Veel tombes, moskeeën, graven en andere historische bouwwerken zijn in opdracht van het Saudisch koningshuis in de loop van de 20e en 21e eeuw vernietigd. Onder de vernietigde gebouwen zijn vijf van de zeven moskeeën die zijn gebouwd door de dochter van de profeet, en vier die door zijn metgezellen zijn gebouwd. Andere gesloopte objecten omvatten het huis waar de profeet geboren zou zijn en de huizen van zijn familie en metgezellen. Op de plaats van de moskee van abu-Qubais staat nu het paleis van de koning. Waar enkele jaren geleden het huis van de vrouw van de profeet stond, is nu een openbaar toilet. Nog maar iets meer dan een dozijn gebouwen resteert in de stad uit de tijd van de profeet. Ook een deel van de 5 eeuwen oude Grote Moskee naast de Kaaba is in 2013 gesloopt. In 1996 is de Kaaba zelf al een keer volledig afgebroken. Bij de 'restauratie' werd de oude fundering gesloopt en vervangen door beton en ook het originele metsel- en houtwerk van het interieur werd verwijderd. Sinds de vorige eeuw is Mekka in rap tempo 'gemoderniseerd'; de skyline bestaat nu grotendeels uit betonnen flats met hotels en winkelcentra en de 7 wolkenkrabbers van de Abraj Al Bait Toren. Dit laatste complex is (net als veel andere 'moderne' gebouwen in de stad) gebouwd op de plaats waar een historisch gebouw stond. Hier stond tot enkele jaren geleden een Ottomaans fort. Volgens schattingen zijn 95% van alle historische gebouwen, duizenden jaren aan geschiedenis, vernietigd. Niet enkel honderden religieuze gebouwen zijn gesloopt, ook woonhuizen in het oude Osmaanse centrum worden vernietigd zonder dat bewoners compensatie krijgen. Ook de parken, begraafplaatsen, natuur en het landschap zelf zijn aangetast. Zo zijn de meeste bomen in de stad verwijderd en zijn alle bergtoppen rond de stad met dynamiet opgeblazen.  Mekka onderscheidt zich wegens de grootschalige vernietiging van historisch erfgoed en de komst van westerse fastfood-ketens als Burger King en McDonald's en merkwinkels in grote winkelcentra, steeds minder van andere steden in de Arabische wereld. De stad heeft zich volledig toegelegd op de pelgrimindustrie. Wegens de economische ontwikkeling in de Islamitische wereld sinds de tweede helft van de 20e eeuw is het aantal pelgrims geëxplodeerd.  Enkele islamitische landen (met name Turkije, Iran en Egypte) hebben felle kritiek geuit op deze praktijken. In 2014 haalde de Turkse geestelijk leider Mehmet Görmez van Diyanet fel uit naar de Saudische regering na zijn bezoek aan de stad: "Elke dag wordt de geschiedenis vernietigd in het heilige land. [...] Ik zou willen dat ik in staat was de geschiedenis te beschermen". Kleinere islamitische landen durven de Saudische regering vaak niet tegen te spreken, uit angst om minder plaatsen voor de hadj toegewezen te krijgen. In Saoedi-Arabië zelf is er voornamelijk kritiek van architecten als Sami Angawi.

## Onthoofdingen en kruisigingen
In Mekka worden met enige regelmaat mensen publiekelijk onthoofd volgens de Wahabitische traditie. De lijken worden hierna tentoongesteld of gekruisigd. De onthoofdingen vinden tegenwoordig plaats bij de Al-Masjid al-Haram. Voorheen vonden zij plaats bij de Koning Abd Al-‘Aziz-poort. De positie van beul is erfelijk; al van jongs af aan worden zij voorbereid op hun toekomstig werk.

## Niet-moslims en Mekka

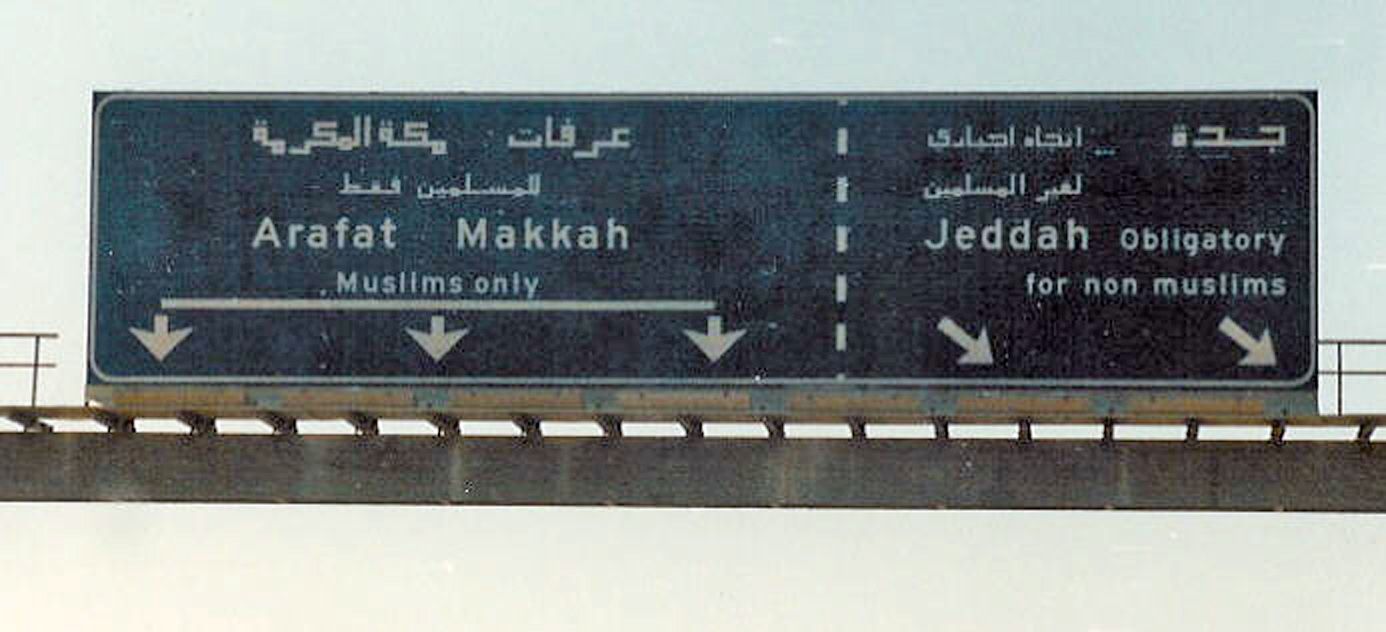
Geen toegang tot Mekka voor niet-moslims

Niet-moslims mogen de stad Mekka niet betreden. De toegangswegen tot de stad worden dan ook gecontroleerd. Ook wordt dit in het Engels en Arabisch vermeld op de bewegwijzeringsborden in de omgeving van de stad, zoals is te zien op de foto hiernaast. Men baseert zich hiervoor op vers 9:28 uit de Koran:
O, gij die gelooft, de afgodendienaren zijn voorzeker onrein. Zij zullen daarom na (verloop van) dit jaar de heilige Moskee niet naderen. En als gij armoede vreest, zal Allah u als Hij wil, uit Zijn overvloed verrijken. Voorzeker, Allah is Alwetend, Alwijs.— Koran 9:28
Een van de eerste niet-moslims die het lukte de stad te bezoeken was de Britse ontdekker Richard Burton in 1853. Door zichzelf als een Afghaanse moslim te vermommen wist hij Mekka binnen te komen. Hij legde zijn ervaringen vast in Personal Narrative of a Pilgrimage to Al Madinah and Meccah. De Nederlander Christiaan Snouck Hurgronje bezocht de stad in 1887, terwijl hij zich uitgaf als bekeerling. In 2013/14 moesten enkele werknemers van een Nederlands  sloopbedrijf zich  bekeren om de site te mogen betreden. Ze sloopten een deel van de historische grote moskee naast de Ka'aba.

## Verkeer en vervoer
Mekka zelf beschikt slechts over een klein vliegveldje, de meeste pelgrims arriveren via de haven of het vliegveld van Jeddah. Rond de stad ligt een netwerk van snelwegen, die aangelegd zijn om de enorme verkeersdrukte van de hadj te verwerken. De verstopte wegen waren aanleiding om de metro van Mekka te bouwen. Op 15 november 2010 opende de metro, die uit een lijn met negen stations bestaat. De lijn volgt de route van de pelgrims, vanaf de oostzijde van Mekka via Mina naar het eindpunt, de vlakte van Arafat.

## Uitdrukking
In het Nederlands wordt mekka ook als soortnaam gebruikt voor andersoortige reisdoelen, namelijk voor oorden die een aantrekkingskracht uitoefenen op "bedevaartgangers" van niet-religieuze aard, in de uitdrukking het mekka van .... Zo wordt Las Vegas wel het mekka van het gokken genoemd, Brussel het mekka van de strips, en Silicon Valley het mekka van de IT-industrie.

## Spelling
In de jaren 80 heeft Saoedi-Arabië de Engelse transcriptie van de naam Mekka veranderd in Makkah. In het geschreven Arabisch bestaat er geen onderscheid tussen Mekka en Makkah: de a wordt in diverse dialecten een è-klank als de a volgt op bijvoorbeeld de m.
In Psalm 84, vers 7, is sprake van het Baka-dal. Er is weleens een verband gelegd met de aanduiding Bekka voor de stad Mekka die op enkele plaatsen in de Koran voorkomt als oudere naam voor de stad, maar dit is speculatief.

## Geboren
- Hoessein bin Ali (1853-1931), emir van Mekka (1908-1916) en koning van Hidjaz (1916-1924)
- Abdoellah I van Jordanië (1882-1951), emir/koning van Jordanië (1923-1951)
- Talal van Jordanië (1909-1972), koning van Jordanië (1951-1952)
- Ghazi van Irak (1912-1939), koning van Irak (1933-1939)
- Abdulaziz Khathran (1973), voetballer
- Mohammed Noor (1978), voetballer
- Osama Hawsawi (1984), voetballer
- Wojdan Shaherkani (1996), judoka

## Video
- Animatie over de stad Mekka

## Galerij

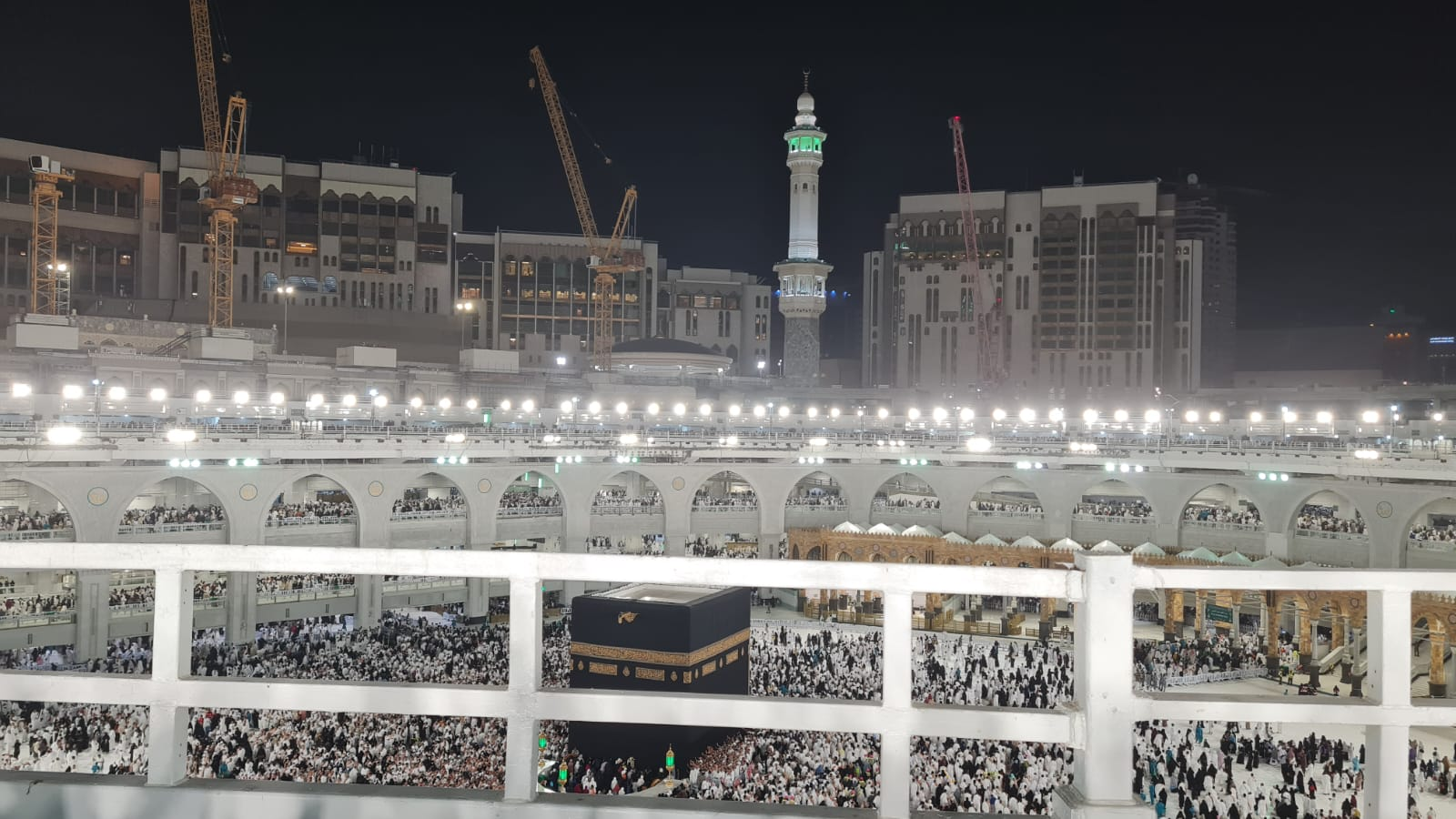
Mekka tijdens de Ramadan
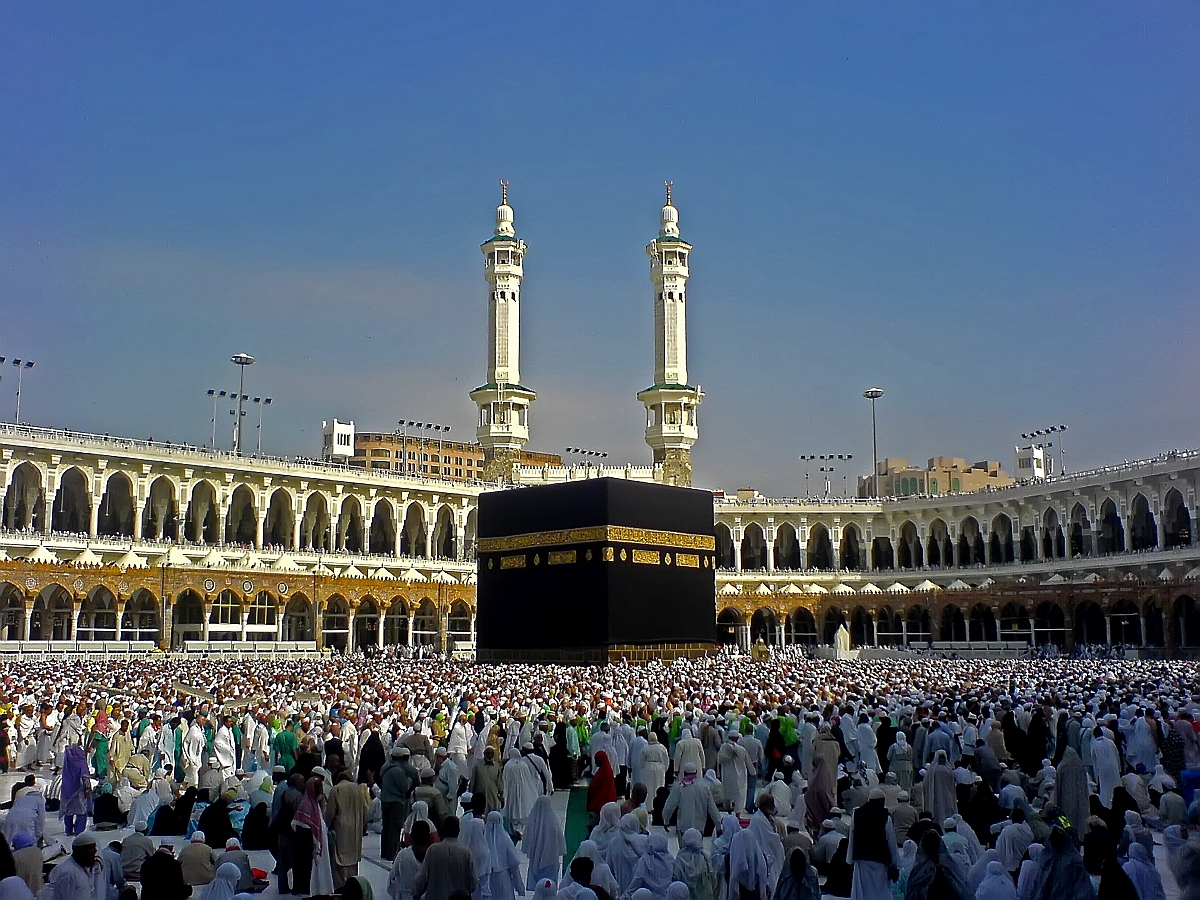
Al-Masjid al-Haram, de moskee met de Ka'aba